# Human OS
Human OS je debitantski EP slovenskega indie pop glasbenika Tschimyja. Izšel je 2. oktobra 2020 pri založbi Ente Tapes.
Decembra 2020 je izšel še poseben EP z naslovom Human OS (B-Sides) z dodatnimi tremi pesmimi.

## Glasba
Naslov albuma je oksimoron, saj združuje nasprotujoča si pojma "human" (človek) in "OS" (operacijski sistem).
Jaša Bužinel je glasbo na EP-ju primerjal z ameriškim ustvarjalcem R&B-ja Frankom Oceanom.

## Kritiški odziv
EP je bil deležen izredno pozitivnega odziva, tako v popularnih kot v bolj alternativnih medijih. Matjaž Ambrožič je EP za 24ur.com ocenil z oceno "5" in Tschimyja primerjal s pevcem zabavne glasbe iz 80-ih, Ivom Mojzerjem. Dušan Bulajić je za Radio Študent o EP-ju rekel, da "Tschimy v iskanju ustvarjalskega ventila svoje frende, morda celo uteho najde prav v osebah na drugi strani zvočnika." V recenziji za Mladino je Jaša Bužinel o albumu pripomnil: "Produkcije, zmes emotivnega popa, seksapilnega R & B-ja in nostalgičnega neo-soula, so preprosto izvrstne. Njegov božajoči žametni glas pa je eden prepoznavnejših domačih vokalov zadnjih let."
Ob koncu leta je bil EP na Radiu Študent uvrščen na 3. mesto na seznam Domače naj Tolpe bumov™ leta 2020, seznam najboljših slovenskih albumov leta, Mladina pa ga je uvrstila na seznam Naj muzika. Na mednarodnem portalu Beehype je bil uvrščen med "ostale priporočene albume" leta 2020 iz Slovenije.

### Priznanja
| objava        | uvrstitev | seznam                            |
| ------------- | --------- | --------------------------------- |
| Radio Študent | 3.        | Domače naj Tolpe bumov™ leta 2020 |
| Mladina       | –         | Naj muzika                        |
| Beehype       | –         | Best albums of 2020               |

## Seznam pesmi
Vse pesmi je napisal Tschimy Obenga.
| Human OS | Human OS     | Human OS |
| Št.      | Naslov       | Dolžina  |
| -------- | ------------ | -------- |
| 1.       | „Potihem‟    | 3:08     |
| 2.       | „Hera‟       | 2:43     |
| 3.       | „Krom‟       | 2:32     |
| 4.       | „Afterparti‟ | 3:50     |
| 5.       | „Kobra‟      | 3:05     |

| Human OS (B-Sides) | Human OS (B-Sides) | Human OS (B-Sides) |
| Št.                | Naslov             | Dolžina            |
| ------------------ | ------------------ | ------------------ |
| 1.                 | „Anestetik‟        | 5:02               |
| 2.                 | „Nekje vmes‟       | 2:52               |
| 3.                 | „Exodus‟           | 3:32               |

## Zasedba
- Tschimy Obenga — vokal, produkcija, miks
- Gašper Letonja — mastering